# Walther Lambach

Walther Lambach, Ausschnitt aus einer Portraitfotografie von Alexander Binder

Walther Lambach (* 28. Mai 1885 in Gummersbach; † 30. Januar 1943 in Mainz) war ein deutscher Politiker (DNVP, Konservative Volkspartei, Christlich-Sozialer Volksdienst) und Gewerkschafter.

## Leben
Lambach besuchte die Volks- und Bürgerschule in Köln und schloss mit dem Einjährigen ab. Anschließend machte er eine kaufmännische Lehre und war seit 1905 unter anderem Expedient in Leipzig und Barmen. Vorübergehend arbeitete er 1908 in Düsseldorf, ehe er zwischen 1909 und 1913 bei der Akkumulatorenfabrik in Hagen beschäftigt war. Zwischen 1905 und 1915 besuchte er außerdem volkswirtschaftliche Weiterbildungskurse in Leipzig und Hamburg. In Hagen war er zwischen 1910 und 1913 nebenamtlicher Dozent der dortigen höheren Handelslehranstalt.
Im Jahr 1914 wurde Lambach Redakteur der Deutschen Handelswacht, des Organs des Deutschnationalen Handlungsgehilfen-Verbandes (DHV). Im Jahr 1919 wurde er Geschäftsführer des DHV. Unter seiner faktischen Führung erreichte der Verband immerhin 300.000 Mitglieder. Im christlich-nationalen Deutschen Gewerkschaftsbund, zu dem der DHV inzwischen gehörte, spielte er eine einflussreiche Rolle. So war er am Ende der Weimarer Republik Geschäftsführer des Gesamtverband deutscher Angestelltengewerkschaften.
1919 veröffentlichte Lambach eine scharfe Kritik an dem DDP-Politiker und Industriellen Walther Rathenau unter dem polemischen Titel Diktator Rathenau. Die Kritik galt dem „Kriegswirtschaftsdiktator“, da der AEG-Unternehmer im Reichsauftrag 1914/15 die Rohstoffbewirtschaftung mit quasi-diktatorischen Vollmachten übernommen hatte. Lambach warnte vor den Gefahren einer staatlich geplanten und gelenkten, von Markt und Mittelstand abgekoppelten Monopolwirtschaft. Es war keine antisemitische Schrift und hatte mit der späteren Hetze gegen den Reichsaußenminister nichts zu tun, auch wenn Rathenau in der Deutschnationalen Volkspartei (DNVP), der Lambach angehörte, zahlreiche Feinde hatte. In DNVP-nahen Verlagen veröffentlichte Lambach eine Vielzahl kleinerer Schriften.
Als DNVP-Abgeordneter zog Lambach 1920 in den Reichstag ein. Er war einer der wichtigsten Vertreter des sozialen Flügels in der konservativen Partei. Lambach war Vorsitzender des Reichsangestelltenausschusses der Partei. Obwohl es Lambach gelang, Forderungen nach Mitbestimmung von Arbeitern und Angestellten und ihrer Beteiligung am Unternehmens in das Programm der DNVP aufzunehmen, spielte dies insgesamt kaum eine Rolle.
Lambach beanspruchte eine Zwischenstellung zwischen Kapitalismus und Sozialismus, er propagierte eine „organische Produktionsgemeinschaft“ und setzte auf „Volkssolidarität.“ Er behauptete das Scheitern des sozialistischen Klassenkonzepts und setzte dagegen „das nationale Ideal des in Volkstum und Religion tief verwurzelten Berufsmenschen.“ Ziel war es demnach, eine Aussöhnung von Kapital und Arbeit herbeizuführen.
Um seinen Vorstellungen Gehör zu verschaffen, gründete er 1925 die Zeitschrift Politische Praxis. Das Blatt musste indes bereits 1927 sein Erscheinen wieder einstellen. Der in seiner Zeitschrift geprägte Begriff „volkskonservativ“ wirkte weiter und wurde zum Sammelbegriff für einen Teil derjenigen Kräfte in der DNVP, die mit dem extrem rechten Kurs von Alfred Hugenberg nicht einverstanden waren. Im Gegensatz dazu meinte Lambach, dass der monarchische Gedanke zurückgehen werde, und er wollte die DNVP auch für konservative Republikaner öffnen. Nach der Wahlniederlage der DNVP bei der Reichstagswahl 1928 veröffentlichte er im Juni 1928 den Aufsatz Monarchismus und setzte sich dafür ein, die Partei für Monarchisten und konservative Republikaner gleichermaßen zu öffnen, was einen Sturm der Entrüstung bei den konservativen Mitgliedern hervorrief. Mit derartigen Äußerungen erregte er den Unmut der Partei und er musste 1928 schließlich seine Parteiämter niederlegen.
In der Reichstagsfraktion stimmte Lambach gegen seine eigene Fraktion in der Debatte um den Young-Plan. In der Folge verließen er, Gottfried Treviranus und zehn weitere Abgeordnete die Fraktion und gründeten die Volkskonservative Vereinigung. Diese stand bewusst auf dem Boden der Weimarer Verfassung.
Lambach schrieb am 25. Dezember 1929 anlässlich seines Austritts aus der DNVP an den Parteivorsitzenden Hugenberg unter anderem Folgendes:
„Durch Ihren Brief nach Amerika und die darin enthaltene Aufforderung an ausländische Kapitalisten zur Beteiligung am Kampfe gegen große Teile der deutschen Arbeitnehmerschaft haben Sie den Weg zur innerdeutschen Verständigung über innerdeutsche soziale Fragen verlassen [...]“
Im Jahr 1930 kam es zum Zusammenschluss mit weiteren abtrünnigen DNVP-Mitgliedern in der Konservativen Volkspartei, für die Lambach 1930 in den Reichstag einzog. Diese Partei war indes wenig erfolgreich. Im Jahr 1931 wechselte er zum Christlich-Sozialen Volksdienst. Im Jahr 1932 wurde Lambach nicht mehr in den Reichstag gewählt.
Nach dem Beginn der nationalsozialistischen Herrschaft wurde auch der DHV 1934 aufgelöst und Lambach verlor seine Gewerkschaftsämter. Er verzog nach Mainz und spielte politisch keine Rolle mehr.
Sein Enkel Frank Lambach veröffentlichte 2012 eine Biografie seines Großvaters.

## DieHerrschaft der Fünfhundert(1926)
1926 erregte Lambach mit seinem Buch Die Herrschaft der Fünfhundert Aufsehen. Sein Anliegen war bereits 1922 in Lambachs Broschüre Etwas vom Reichstage der Republik zu erkennen. Detailliert schilderte er in seinem Buch die Arbeit der Reichstagsmitglieder aus Sicht des fiktiven Durchschnittsparlamentariers „Müller–Hinterwalden“ aus Neustadt, der neu gewählt worden ist und sich im Reichstagsalltag zurechtfinden muss. Dessen Erlebnisse sollten „Blitzlichtaufnahmen“ sein, die auf anonymisierten Anekdoten realer Abgeordnete fußten. Lambach legte Wert auf die informellen Abläufe und Insider-Perspektiven. Eine Besonderheit sind die gut 50 Fotos, die einer Sammlung von rund 600 Bildern entstammten, die Lambachs Fraktionskollege Johann Georg von Dewitz, der 1924 Parlamentsneuling war, im ersten Halbjahr 1925 machte – informelle, geradezu intime Schnappschüsse auch in Ausschuss- und Fraktionssitzungen sowie sonstigen Räumen, zu denen Pressefotografen keinen Zugang hatten.
Das Buch, das auch in einer günstigen Volksausgabe erschien, war auch gedacht zur politischen Bildung der Mitglieder und Funktionäre im Deutschnationalen Handlungsgehilfen-Verband (DHV). Es ist ein wichtiges Zeugnis der Weimarer Reichstagspraxis und für Historiker wertvoll. Der Staatsrechtsprofessor und frühere Bundestagsjurist Philipp Austermann lobt Lambach, dass er zwar als Konservativer gegenüber dem Parlamentarismus eine skeptische Grundhaltung eingenommen und die Schwachstellen seziert habe. Er sei also kein Bewunderer des Reichstags der Weimarer Reichsverfassung gewesen. Doch er habe versucht, gegenüber den Institutionen und allen Parteien fair zu sein. Er habe erkannt, dass im Volk noch nicht verstanden wurde, dass die Rolle des Reichstags und der Abgeordneten in der parlamentarischen Demokratie eine andere geworden war als im Kaiserreich.

## Werke
- Wie werde ich ein tüchtiger Auslandskorrespondent? Verlag von Wilhelm Violet, Stuttgart 1917
- Ursachen des Zusammenbruchs.  Deutschnationale Verlagsanstalt: Hamburg und Leipzig 1919 [Digitalisat]
- Diktator Rathenau. Deutschnationale Verlagsanstalt: Hamburg und Leipzig 1919
- Etwas vom Reichstage der Republik. Reihe Beruf – Politik – Leben. Hanseatische Verlagsanstalt: Hamburg 1922 [Digitalisat]
- Die breitere Front im politischen Kampf. Deutschnationale Schriftenvertriebsstelle: Berlin 1922 [Digitalisat]
- Der Kampf um die Führung des Reiches. Deutschnationale Schriftenvertriebsstelle: Berlin 1926. [Digitalisat]
- Die Herrschaft der Fünfhundert : ein Bild des parlamentarischen Lebens im neuen Deutschland.  Mit über 50 Momentaufnahmen, zahlreichen Faksimiles und Übersichtskarten. Ungekürzte Volksausgabe. Hanseatische Verlagsanstalt: Hamburg und Berlin 1926 (Digitalisat GoogleBooks)
- Katastrophe – oder Rettung? Volkskonservative Reichsgeschäftsstelle: Berlin 1930